# Katholischer Gemeindeverband in Bremen

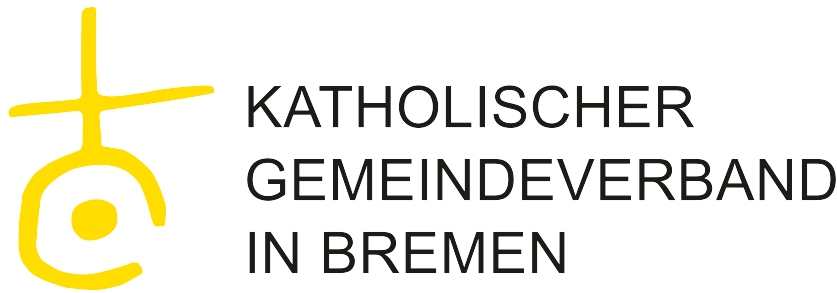
Logo des Katholischen Gemeindeverbandes in Bremen.

Der Katholische Gemeindeverband in Bremen ist ein Zusammenschluss von fünf katholischen Kirchengemeinden in der Stadt Bremen und Träger von kirchlichen Einrichtungen. Das Gebiet umfasst den größten Teil der Stadt Bremen südlich der Lesum. Der Katholische Gemeindeverband ist eine Körperschaft des öffentlichen Rechts. Er gehört zum Bistum Osnabrück und wird von einem Propst geleitet. Die katholischen Gemeinden in Bremen-Nord und Bremerhaven sind dagegen Teil des Bistums Hildesheim. Zum Katholischen Gemeindeverband in Bremen gehören knapp 39.000 Katholiken (Stand: 2024).

## Geschichte
Durch das Kirchengesetz von 1990 wurden die zum Bistum Osnabrück gehörenden Kirchengemeinden in Bremen zu einem Kirchengemeindeverband zusammengeschlossen. Der Katholische Gemeindeverband in Bremen ist Rechtsnachfolger der Katholischen Gemeinde in Bremen, die seit 1815 existierte.

## Aufgaben
Der Katholische Gemeindeverband ist Träger kirchlicher Einrichtungen. Dazu gehören:
- zwölf katholische Kindertagesstätten in der Hansestadt Bremen[3]
- die Beratungsstelle Offene Tür im Schnoorviertel
- den Infopunkt Urbi und die Citypastoral mit dem Namen Resonanzraum
- das Katholische Jugendbüro Bremen
- die Katholische Hochschulgemeinde
- das Katholische Krankenhauspfarramt Bremen für die Krankenhaus- oder Klinikseelsorge
- die Gefängnisseelsorge
- der Senderbeauftragte der katholischen Kirche bei Radio Bremen
- die Presse- und Öffentlichkeitsarbeit
- die Polnische Mission

An den Katholischen Gemeindeverband angegliedert ist das Katholische Büro in Bremen.

## Verwaltung
Das Katholische Kirchenamt in Bremen ist die Verwaltung des Katholischen Gemeindeverbandes. Es ist unter anderem zuständig für die Vermögensfragen und die Personalverwaltung und berät die Kirchengemeinden bei Bauangelegenheiten. Das Kirchenamt hat seinen Sitz an der Hohen Straße 8/9 im Schnoor-Viertel neben der Propsteikirche St. Johann. Geschäftsführer ist Christopher Peiler.

## Mitgliedsgemeinden
- St. Johann in Bremen-Mitte mit der Propsteikirche St. Johann im Schnoor und St. Elisabeth im Stadtteil Hastedt, einer Kirche mit Kolumbarium.
- St. Franziskus in Bremen-Süd mit den Kirchen St. Pius im Stadtteil Huchting, St. Hildegard in Obervieland, Herz Jesu in Huckelriede und St. Benedikt in Woltmershausen.
- St. Katharina von Siena in Bremen-Nordost mit den Kirchen St. Ursula und Kapelle St. Joseph-Stift (Bremen) im Stadtteil Schwachhausen und St. Georg im Ortsteil Lehe des Stadtteils Horn-Lehe.
- St. Marien in Bremen-West mit den Kirchen St. Marien im Stadtteil Walle und St. Josef im Stadtteil Oslebshausen.
- St. Raphael in Bremen-Ost mit den Kirchen St. Hedwig im Stadtteil Neue Vahr, St. Thomas in Blockdiek, St. Antonius im Stadtteil Osterholz und St. Godehard in Hemelingen.